# Picolit
Picolit is een witte druivensoort uit het noordoosten van Italië, voornamelijk uit de regio Friuli.
Deze druif heeft arme, vulkanische grond nodig om goed te gedijen.

## Historie
Alhoewel het ontstaan van deze druivensoort onbekend is, was in de 18e eeuw de wijn van deze druif een graag geziene gast aan de hoven van Oostenrijk, Rusland, Nederland, Frankrijk en het Vaticaan.

## Kenmerken
Deze druif geeft een bijzonder lage opbrengst, doordat de bloei in het voorjaar slecht op gang komt. Het zal dan ook niet verbazen dat de naam van de druif komt van het Italiaanse woord "piccolo", wat klein betekent. Dit is ook de reden dat de druif niet grootschalig wordt geplant.
De aroma's van de wijn zijn abrikozen en perzik.
De druif wordt passito gemaakt en dat is een Italiaanse term die gebruikt wordt voor natuurlijk zoete wijnen die gevinifieerd worden op basis van ingedroogde druiven. Rond half oktober worden de trossen van de wijnstok gehaald en te drogen gelegd op rieten matten. Het overtollige vocht verdwijnt dus waardoor de overgebleven druiven zo'n hoog suikergehalte hebben dat de gistcellen dat suiker niet geheel kunnen omzetten in alcohol.

## Synoniemen
Balafant, Blaustingl Weiss, Blaustingl Weisser, Kek Nyelii, Kek Nyeliue, Kek Nyelli, Kel'ner, Kiknyelue, Piccoleto Bianco, Piccolit, Piccolito, Piccolito Bianco, Piccolito del Friuli, Piccolitt, Piccolitto, Piccolito Friulano, Picoleto Bianco, Picolit, Piculit, Piecoletto, Pikolit, Pikolit Weisser, Piros Keknyelue, Ranful Weiss, Ranful Weisser, Uva del Friuli, Weisser Blaustingel, Weisser Blaustingl, Weisser Ranful.